# Geschiedschrijversbuurt
De Geschiedschrijversbuurt, ook bekend als de Leidsevaartbuurt, is een buurt in de Noord-Hollandse plaats Haarlem. De buurt is gelegen in het stadsdeel Haarlem Zuid-West en in het Houtvaartkwartier. De buurt wordt in het westen begrensd door de Oude lijn, in het noorden door de Westergracht, in het oosten door de Leidsevaart en in het zuiden door de Pijlslaan.
De buurt karektiriseerd zich als projectmatig opgezette buurt met woningen gebouwd voor de middenstands- en arbeidersklassen. Deze dateren voornamelijk uit de vroege 20ste eeuw en het interbellum, met uitbreidingen uit de naoorlogse periode. Langs het spoor bevinden zich voornamelijk functies als sportvelden, van onder andere SV Geel Wit '20 en een bedrijventerrein.

## Geschiedenis
In 1657 werd de 28,4 km lange Trekvaart Haarlem-Leiden, in Haarlem bekend als de Leidsevaart, gegraven. Deze vaart die de oostgrens vormt van deze buurt is een historische hoofdstructuur. Aan de duinzijde van deze vaart lag de Veenpolder onder Haarlem en Heemstede. De polder werd bemalen door een molen die ter hoogte van de kruising Bisschop Callierstraat en de Jos Cuypersstraat. De molen stond in 1621 al op een kaart aangegeven. De polder werd officieel in 1983 opgeheven. Een andere belangrijke historische hoofdstructuur is de westelijke begrenzing, het spoortracé Haarlem - Leiden dat in 1846 werd aangelegd.
De stadsuitbreiding van Haarlem verspreidde zich eind 19de eeuw steeds verder van het centrum vandaan. Zo werd in 1893 begonnen met de bouw van een kleine woonbuurt rond de kruising van de Ampzing- en de Lourens Costerstraat. Het stratenplan van deze buurt was afgestemd op het noordelijker gelegen Leidsebuurt dat in de 19de eeuw was gebouwd. Dit buurtje lag toen het werd gebouwd tegen de gemeentegrens van Bloemendaal aan. Het is inmiddels tot gemeentelijk monument verklaard. In 1895 werd begonnen met de bouw van de Kathedrale basiliek Sint Bavo. Voor de bouw van de basiliek moest de eerder genoemde molen wijken. Deze werd vervangen door een in 1895 aan de Leidsevaart gebouwd gemaal. Een deel van dit gemaalgebouw en de naast gelegen machinistenwoning uit 1907 zijn bewaard gebleven en zijn te vinden aan de Leidsevaart 402-404a. De basiliek werd in 1930 opgeleverd.
De plannen voor de bebouwing van de buurt vormden zich in het begin van de 20ste eeuw steeds verder. En met de bouw van de basiliek op de oude weidegronden werd eind 19de eeuw vooruit gelopen op de idee van deze woonbuurt. Zo bedacht men een representatieve woonbuurt bestaande uit fraaie gebogen lanen en een plein voor de kerk. Op kaarten uit circa 1900 werd dit plan al geprojecteerd.

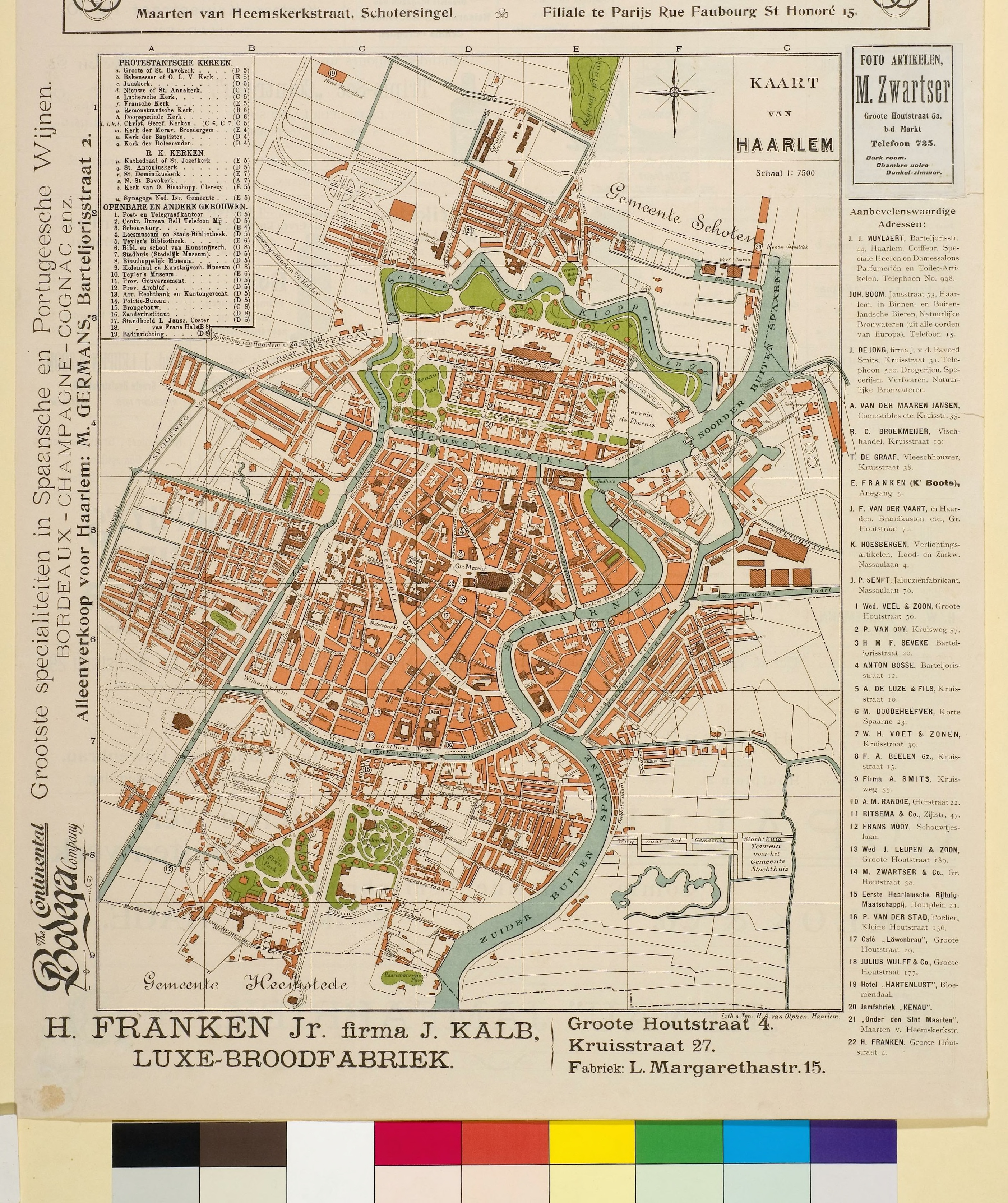
Kaart van Haarlem anno 1904 met links onderin de geprojecteerde representatieve woonbuurt met bochtige lanen

De plannen werden echter gewijzigd toen de Nederlandse Spoorwegen in 1902 akkoord van de gemeenteraad kregen voor het plan voor de bouw van een grootschalig goederenstation en de aanleg van een spoorweghaven tegen de spoorbaan. Dit complex werd tussen 1903 en 1907 gerealiseerd. In dezelfde periode werden de Spoorweghaven en de Westergracht, de gracht tussen de Leidsevaart en de haven, gegraven. Het uitbreidingsplan van 1905 werd flink aangepast door ing. L.C. Dumont, destijds directeur van Openbare Werken. Zo weer de representatieve woonbuurt geschrapt en kwam er een veel eenvoudiger ontwerp. Dit ontwerp kwam in grote lijnen overeen het met de in de jaren 20 van de twintigste eeuw gebouwde buurt, die op basis van uitbreidingsplan van 1912 werd gebouwd.
In 1915 werd een nieuw gebouw voor de kweekschool voor onderwijzers, de Rijkskweekschool, aan de Leidsevaart opgeleverd. Dit schoolgebouw is een rijksmonument en is in gebruik door het Eerste Christelijk Lyceum.
In 1967 moesten de hofjes Hofje van Codde en het Hofje van Beresteijn die waren gelegen aan het Haarlemse Stationsplein gesloopt worden voor ontwikkelingen aldaar. Er werd besloten een nieuw hofje aan de Jos Cuyperstraat te bouwen. Op 30 augustus 1969 werd het Hofje Codde en Van Beresteijn in gebruik genomen.